# Nemopteroidea
Nemopteroidea — надродина новокрилих комах ряду Сітчастокрилі (Neuroptera).

## Класифікація
Підряд Myrmeleontiformia
- Надродина Nemopteroidea
  - Родина Kalligrammatidae (викопний)
  - Родина Psychopsidae
  - Родина Nemopteridae
    - Рід †Hongosmylites